# Inspektor Jury
Inspektor Jury ist eine österreichisch-deutsche Kriminalfilmreihe von ORF 2 und dem ZDF. Die Folgen basieren auf der gleichnamigen Romanreihe der US-amerikanischen Autorin Martha Grimes. Die erste Episode wurde am 15. Jänner 2014 von ORF 2 gezeigt, am 27. Januar 2014 folgte das ZDF.

## Handlung
Protagonist der Serie ist Inspektor Jury (Fritz Karl) von Scotland Yard. Unterstützt wird er von seinem hypochondrischen Sergeanten Wiggins (Arndt Schwering-Sohnrey), dem privatdetektivisch veranlagten adeligen Melrose Plant (Götz Schubert), der darauf verzichtet, sich „Achter Earl von Caverness und Zwölfter Viscount Ardry“ zu nennen, und dessen schrulliger Tante Agatha (Katharina Thalbach). In ländlich idyllischen Dörfchen werden mysteriöse Mordfälle aufgeklärt.

## Drehorte
Wurde die erste Folge „Der Tote im Pub“ noch in und um das südwestenglische Dorset gedreht, lagen in den folgenden Episoden die Drehorte in Irland.

## Besetzung und Synchronisation
| Rollenname              | Schauspieler             | Folge |
| ----------------------- | ------------------------ | ----- |
| Inspektor Richard Jury  | Fritz Karl               | 1–4   |
| Melrose Plant           | Götz Schubert            | 1–4   |
| Sergeant Alfred Wiggins | Arndt Schwering-Sohnrey  | 1–4   |
| Lady Agatha Ardry       | Katharina Thalbach       | 1–4   |
| Vivian Rivington        | Julia Brendler           | 1     |
| Simon Matchett          | Bernhard Schir           | 1     |
| Isabel Rivington        | Julia Stemberger         | 1     |
| Marshall Trueblood      | Anatole Taubman          | 1     |
| Dr. Appleby             | Christoph Tomanek        | 1, 3  |
| Pfarrer Denzil Smith    | Peter Lerchbaumer        | 1     |
| Tess                    | Cornelia Ivancan         | 2     |
| Robert Ashcroft         | Marc Ben Puch            | 2     |
| Brian Magalvie          | Conor Lambert            | 2     |
| Albert Riley            | Steve Wilson             | 2     |
| Butler                  | John Harding †           | 2     |
| Carol-Anne Palutski     | Olga von Luckwald        | 2     |
| Fiona Clingmore         | Nicole Beutler           | 2     |
| Betty Coogan            | Janice Byrne             | 2     |
| Gillian Kendall         | Marlene Morreis          | 3     |
| Baronesse de la Notre   | Judith Rosmair           | 3     |
| Sally Mc Bride          | Elga Fox                 | 3     |
| John McBride            | Alvaro Lucchesi          | 3     |
| Sebastian Grimsdale     | Charlie Bonner           | 3     |
| Dr. Fleming             | Lochlann O’Mearáin       | 3     |
| Flossie Brindle         | Noni Stapleton           | 3     |
| Lily Siddons            | Franziska Junge          | 4     |
| Julian Crael            | Maximilian von Pufendorf | 4     |
| Rees                    | Cornelius Obonya         | 4     |
| Bertie Makepeace        | Ely Solan                | 4     |
| Mrs. Manning            | Catherine Byrne          | 4     |
| Gemma / Dillys          | Gemma-Leah Devereux      | 4     |
| Titus Crael             | Philip O’Sullivan        | 4     |

Für die deutschsprachige Synchronisation liefert die Deutsche Synchronkartei nur zwei Einträge für die Folge Der Tod des Harlekins, die nach der Dialogregie von Andreas Pollak bei der Crazy Film GmbH entstand.
| Rollenname | Schauspieler      | Folge | Synchronsprecher |
| ---------- | ----------------- | ----- | ---------------- |
| Kitty      | Denise McCormack  | 4     | Eva Thärichen    |
| Chantal    | Lynette Callaghan | 4     | Laurine Betz     |

## Episodenliste
| Nr. | Originaltitel                       | Erstausstrahlung                          | Regie           | Drehbuch     |
| --- | ----------------------------------- | ----------------------------------------- | --------------- | ------------ |
| 1 | Der Tote im Pub                     | 15. Januar 2014 (Ö) / 27. Januar 2014 (D) | Edzard Onneken  | Günter Knarr |
| In einem idyllischen Ort im Südwesten Englands kommt es zu mehreren bizarren Morden an Männern, die im Ort zu Besuch waren. Scotland Yard schickt seinen besten Mann, Inspektor Richard Jury, begleitet von seinem stets erkälteten Assistenten Sergeant Wiggins. Bei seinen Untersuchungen lernt Jury den adligen, hochintelligenten Melrose Plant kennen, der sich freut, dass in dem Ort endlich einmal etwas los ist, und begeistert seine Hilfe anbietet. Alles deutet darauf hin, dass die Opfer jemanden erpresst haben. |                                     |                                           |                 |              |
| 2 | Mord im Nebel                       | 7. Oktober 2015 (D)                       | Florian Kern    | Günter Knarr |
| Im ländlichen Dorset sind eine Metzgerstochter und ein Chorknabe ermordet worden. Inspektor Jury sieht einen Zusammenhang zwischen den Morden und einem früheren grausamen Verbrechen. Gemeinsam mit seinem Assistenten Wiggins sowie seinem adligen Freund Melrose Plant begibt sich Inspektor Jury in die neblige Region, um Licht in das verwirrende Dunkel zu bringen. |                                     |                                           |                 |              |
| 3 | Inspektor Jury spielt Katz und Maus | 7. Dez. 2016 (Ö) / 10. Januar 2017 (D)    | Andi Niessner   | Günter Knarr |
| Eine Serie bizarrer Todesfälle hält ein englisches Dorf in Atem. Jury zerfließt geradezu vor Bewunderung für eine clevere, ortsansässige Sekretärin. In einer Telefonzelle stolpert Lady Agatha Ardry über eine Leiche. Zwar scheint der Todesfall natürlich begründet zu sein, aber Jury wittert Mord. |                                     |                                           |                 |              |
| 4 | Der Tod des Harlekins               | 21. Februar 2018 (D)                      | Marcus Ulbricht | Günter Knarr |
| In Rackmoor, einem pittoresken Hafenstädtchen in Yorkshire, wird eine als Harlekin verkleidete Frau ermordet. Die Tote soll die vor 20 Jahren verschwundene Adoptivtochter des überaus vermögenden Colonel Titus Crael sein. Sohn Julian Crael hält sie allerdings für eine Betrügerin. |                                     |                                           |                 |              |